# Bundesverband Agrarhandel
Der Bundesverband Agrarhandel e.V. (BVA) ist ein deutscher Agrarwirtschafts- und Lobbyverband. Der BVA vertritt die Interessen privater Agrarhandelsunternehmen gegenüber Ministerien, sonstigen staatlichen Stellen und anderen Organisationen aus Wirtschaft und Gesellschaft. Die Hauptgeschäftsstelle des BVA befindet sich seit dem 1. Januar 2015 in Berlin.

## Geschichte
Die Vereinsgeschichte geht auf den 1916 in Berlin gegründeten Verband der Getreide- und Futtermittel-Vereinigungen Deutschlands e. V. zurück. 1916 umfasste er um die 50 Vereine und Verbände der Agrarbranche, die teilweise schon seit dem 19. Jahrhundert miteinander kooperierten. 1948 erfolge die Neugründung des Zentralverbandes des Deutschen Getreide-, Futter- und Düngemittelhandels im Vereinigten Wirtschaftsgebiet mit Hauptsitz in Frankfurt/Main. Der Zusatz „im Vereinigten Wirtschaftsgebiet“ wurde 1951 gestrichen. 1996 wurde der Zentralverband des Deutschen Getreide-, Futter- und Düngemittelhandels e. V. auf Beschluss der Mitgliederversammlung in den Bundesverband der Agrargewerblichen Wirtschaft e. V. (BVA) umbenannt. 2019 erfolgte auf Beschluss der Mitgliederversammlung die Umbenennung in Bundesverband Agrarhandel e.V. (BVA).

## Lobbyarbeit
Der BVA vertritt die Interessen von privaten Agrarhandelsunternehmen, der Pflanzenschutzmittel- und Düngemittelindustrie. Er setzt sich u. a. ein für die weitere Verwendung von Glyphosat und Neonicotinoiden, ferner engagiert er sich in seiner Lobbyarbeit für den Einsatz neuer Gentechnik-Verfahren CRISPR/Cas in Europa.
Der BVA steht Nachhaltigkeitsbestrebungen kritisch gegenüber, das gilt auch für das Konzept des Green Deals auf EU-Ebene zur Gemeinsamen Agrarpolitik (GAP).

## Struktur
Der Verband strukturiert sich nach Landesverbänden, Mitgliedsverbänden und Direktmitgliedern. Die Mitglieder des BVA sind größtenteils mittelständische Betriebe unterschiedlicher Gesellschaftsformen, die mit Getreide, Futtermitteln (auch Herstellung), Ölsaaten / Nachwachsenden Rohstoffen, Saatgut sowie Dünge- und Pflanzenschutzmitteln auf Landhandels-, Groß- und Außenhandelsebene handeln.

## Mitglieder
Neben dem Bundesverband der VO-Firmen e. V. (BVO), der Interessenvertretung und Lobbyverband der Vermehrer-Organisationen für die Bereiche Getreide, Saatgut, Feldsaaten und Öko-Saatgut, sind eine Reihe von weiteren Vereinen, Unternehmen und Einzelmitglieder im BVA organisiert.
Zu den Mitgliedern zählen Agrarhandelsunternehmen wie der deutsche Großhändler Beiselen GmbH, die Norbert Wirtz Agrarhandel GmbH & Co. KG oder BSL Betriebsmittel Service Logistik GmbH & Co. KG.
Mitglieder können Eigentümer von Unternehmen sowie juristische Personen, insbesondere auch Berufsverbände und -vereinigungen des Agrargewerbes sowie verwandter Geschäftsgebiete werden. Fördernde Mitglieder können natürliche und juristische Personen werden, die dem Agrargewerbe verbunden sind, müssen ihm jedoch nicht angehören.